# Rives-d’Andaine
Rives-d’Andaine – gmina we Francji, w regionie Normandia, w departamencie Orne. W 2013 roku liczba ludności wynosiła 3085 mieszkańców.
Gmina została utworzona 1 stycznia 2016 roku z połączenia czterech ówczesnych gmin: La Chapelle-d’Andaine, Couterne, Geneslay oraz Haleine. Siedzibą gminy została miejscowość La Chapelle-d’Andaine.